# Charles Koroly
Charles Koroly född 28 december 1946 i Pittsburgh, USA, död 5 maj 2017 i Nynäshamn, var en amerikansk-svensk scenograf och kostymtecknare.

## Biografi
Koroly växte upp i en fattig familj i Kalifornien. När han var 19 år flyttade han till London för att studera vid Hornesey Collage of Art. Vid mitten av 1970-talet kom han till Sverige, gifte sig och fick tre barn. Han har åtta barnbarn, sju av dem är från hans dotter och ett från hans ena son. Han vidareutbildade sig vid Teckningslärarinstitutet och Dramatiska Institutet i Stockholm. 
Koroly debuterade som scenograf och kostymtecknare med Christian Tomners uppsättning av Samlaren på Uppsala Stadsteater 1982. Mellan 1985 och 1997 var han knuten till Dramaten och arbetade bland annat med Ingmar Bergman och Gunnel Lindblom. Han har därefter arbetat på Stockholms stadsteater, Riksteatern, GöteborgsOperan, Folkteatern i Göteborg och Norrlandsoperan. Han var också verksam i Tyskland och Norge. 
Charles Koroly tilldelades Expressens teaterpris 1989. Under 2012 hade Dansmuseet i Stockholm en utställning av Charles Korolys kreationer kallad Korolys kostym drama.
Han är gravsatt i minneslunden på Skogskyrkogården i Stockholm.

## Teater i urval

### Scenografi och kostym
| År   | Produktion                    | Upphovsmän                                                                      | Regi                       | Teater                 | Noter         |
| ---- | ----------------------------- | ------------------------------------------------------------------------------- | -------------------------- | ---------------------- | ------------- |
| 1982 | Samlaren                      |                                                                                 | Christian Tomner           | Uppsala stadsteater    |               |
| 1983 | Sköna Helena La belle Hélène  | Jacques Offenbach, Henri Meilhac och Ludovic Halévy Bearbetning Carsten Palmaer | Olof Willgren              | Fria Proteatern        |               |
| 1984 | Glada änkan Die lustige Witwe | Franz Lehár, Victor Léon och Leo Stein                                          | Georg Malvius              | Karlstads teater       |               |
| 1989 | Markisinnan de Sade           | Yukio Mishima                                                                   | Ingmar Bergman             | Dramaten               |               |
| 1992 | På flykt                      | Gao Xingjian                                                                    | Björn Granath              | Dramaten               |               |
| 1993 | Tupilak                       | Per Olov Enquist                                                                | Pia Forsgren               | Dramaten               |               |
| 1995 | Misantropen                   | Molière                                                                         | Ingmar Bergman             | Dramaten               |               |
| 1997 | Alla mina söner               | Arthur Miller                                                                   | Björn Melander             | Dramaten               |               |
| 1999 | West Side Story               |                                                                                 | Staffan Aspegren           | GöteborgsOperan        | Endast kostym |
| 2001 | Måsen                         | Anton Tjechov                                                                   | Lars Norén                 | Riksteatern            |               |
| 2005 | Kärlekens triumf              | Pierre de Marivaux                                                              | Staffan Roos               | Dramaten               |               |
| 2005 | Erik XIV                      | August Strindberg                                                               | Lennart Hjulström          | Stockholms stadsteater |               |
| 2006 | Medea Μήδεια, Mēdeia          | Euripides Översättning Nils Gredeby                                             | Sara Cronberg              | Stockholms stadsteater |               |
| 2007 | Juloratoriet                  | Göran Tunström                                                                  | Christian Tomner           | Stockholms stadsteater |               |
| 2008 | Näktergalen                   |                                                                                 | Gunnel Lindblom            | Kungliga Operan        |               |
| 2008 | Mäster Olof                   | August Strindberg                                                               | Lennart Hjulström          | Stockholms stadsteater |               |
| 2009 | Bröderna Lejonhjärta          | Astrid Lindgren                                                                 | Daniel Lind Lagerlöf       | Stockholms stadsteater |               |
| 2010 | Trettondagsafton              | William Shakespeare                                                             | Christian Tomner           | Stockholms Stadsteater |               |
| 2011 | Vänner Absent Friends         | Alan Ayckbourn Översättning Anita Dahl och Leif Zern                            | Sissela Kyle               | Stockholms stadsteater |               |
| 2012 | Kort möte Brief Encounter     | Noël Coward Bearbetning för scenen Emma Rice                                    | Colin Nutley               | Stockholms Stadsteater |               |
| 2012 | I sista minuten               | Carin Mannheimer                                                                | Sissela Kyle               | Stockholms stadsteater |               |
| 2014 | Det kan du drömma om, Hilda   | Chris Lee                                                                       | Sissela Kyle               | Stockholms stadsteater |               |
| 2014 | Hedda Gabler                  | Henrik Ibsen                                                                    | Christian Tomner           | Teater Halland         |               |
| 2015 | Top Hat                       | Irving Berlin, Dwight Taylor och Allan Scott                                    | Sissela Kyle Hans Marklund | Malmö Opera            |               |
| 2016 | Gud i kulissen                | Federico Garcia Lorca                                                           | Ika Nord                   | Teater Halland         |               |
| 2017 | Stilla liv                    | Lars Norén                                                                      | Lars Norén                 | Dramaten               |               |

## Filmer i urval
- 1993 Tala! Det är så mörkt, regi  Suzanne Osten
- 1995 Sommaren, regi  Kristian Petri
- 2006 Keillers Park, regi Susanna Edwards
- 2011 Bibliotekstjuven (TV-serie), regi Daniel Lind Lagerlöf